# Jürgen Prochnow
Jürgen Prochnow (* 10. června, 1941 v Berlíně, Německo) je německý herec. Mezi jeho nejznámější role patří: kapitán ponorky (námět Heinrich Lehmann-Willenbrock) ve válečném filmu Ponorka (Das Boot 1981), vévoda Leto Atreides v Duně (1984) a jako padouch Maxwell Dent v Policajt v Beverly Hills II.

## Životopis
Narodil se v Berlíně a vyrostl v Düsseldorfu, jako syn inženýra. Má staršího bratra Dietera. Studoval herectví na Folkwang Akademii v Essenu. Díky jeho častému působení na plátně a jeho plynulé angličtině se stal jedním z nejúspěšnějších německých herců v Hollywoodu. Ztvárnil Arnolda Schwarzeneggera ve filmu o hercově politické kariéře v Kalifornii, nazvaném Vzestup Arnolda Schwarzeneggera. Shodou okolností byl jedním z herců navrhovaných na hlavní roli ve filmu Terminátor. Také se objevil jako hlavní protivník Broken Lizard ve filmu Oktoberfest, který obsahuje jeho ponorkovou scénu odkazující na jeho roli ve filmu Ponorka. Také dabuje Sylvestera Stalloneho v německé verzi Rocky a Rocky II.

## Natáčení Duny
Byl zraněn v obličeji (popáleniny 1. a 2. stupně) poté co prováděl kaskadérský prvek během natáčení filmu Duna. V jedné scéně byl vévoda Leto (Prochnow) na nosítkách připoután černými pásy a tažen. Během této scény nad ním praskla velká žárovka (kvůli vysoké teplotě) a tekuté sklo na něj začalo skoro kapat. Naštěstí se herec dostal z popruhů těsně před tím, než tekuté sklo dopadlo na místo, kde byl přivázaný. Během natáčení scény o snu, měl na sobě speciální zařízení, které vypuzovalo zelený dým (znázorňující jedovatý plyn) z tváře, když se zraní. Navzdory důkladnému testování, dým způsobil Prochnowovi popáleniny 1. a 2. stupně na tváři. Tato scéna je ve filmu v původní verzi.

## Ocenění
- 1985 Bavorská filmová cena za Nejlepší herec
- 2015 Cena za celoživotní přínos kinematografie - Mezinárodní filmový festival pro dětí a mládež Zlín

## Filmografie
- Ztracená čest Kateřiny Blumové (1975)
- Die Konsequenz (1977)
- Ponorka (Das Boot 1981)
- Pevnost (film, 1983) (The Keep 1983)
- Duna (1984)
- Forbidden (1984)
- Policajt v Beverly Hills II (1987)
- Terminus (1987)
- Sedmé znamení (The Seventh Sign 1988)
- Čtvrtá válka (The Fourth War 1990)
- Bílé období sucha (A Dry White Season 1990)
- Twin Peaks (Twin Peaks: Fire Walk with Me 1992)
- Tělo jako důkaz (Body of Evidence 1993)
- Ve spárech šílenství (In the Mouth of Madness 1995)
- Soudce Dredd (1995)
- Anglický pacient (The English Patient 1996)
- Der Schrei der Liebe (1997)
- DNA - Stvoření netvora (1997)
- Air Force One (1997)
- Střelci na útěku (The Replacement Killers 1998)
- Wing Commander (1999)
- Rozparovač (Ripper 2001)
- House of the Dead (2002)
- Vzestup Arnolda Schwarzeneggera (See Arnold Run 2005) (TV)
- Šifra mistra Leonarda (The Da Vinci Code 2006)
- Oktoberfest (Beerfest 2006)
- Celestinské proroctví (The Celestine Prophecy 2006)
- Po stopách zabijáka (Primeval 2007)
- Nanking (2007)
- Dark Sector (2008) (Video Game)
- Merlin and the War of the Dragons (2008)
- Remember (2015)